# Sumikawa (métro de Sapporo)
Sumikawa (澄川駅, Sumikawa-eki) est une station du métro de Sapporo au Japon. Elle est située dans l'arrondissement de Minami à Sapporo.

## Situation sur le réseau
La station est située au point kilométrique (PK) 11,3 de la ligne Namboku entre la station Minami Hiragishi, en direction du terminus nord Asabu, et la station Jieitai mae, en direction du terminus sud Makomanai.

## Histoire
La station a été inaugurée le 16 décembre 1971.

## Services aux voyageurs

### Accès et accueil
La station est ouverte tous les jours.

### Desserte
- Ligne Namboku :
  - voie 1 : direction Makomanai
  - voie 2 : direction Asabu